# Stephan Rabitsch
Stephan Rabitsch (* 28. Juni 1991 in Gossendorf) ist ein ehemaliger österreichischer Radrennfahrer, der im Straßenradsport aktiv war.

## Sportlicher Werdegang
Stephan Rabitsch wurde 2009 in der Juniorenklasse Zweiter bei der österreichischen Bergmeisterschaft hinter dem Sieger Andreas Hofer. Bei der Einzelzeitfahrmeisterschaft in Althofen konnte er das Rennen für sich entscheiden. Seit 2010 fährt er für das österreichische Continental Team RC ARBÖ Gourmetfein Wels. In seinem zweiten Jahr dort gewann er zusammen mit Andreas Graf, Lukas Pöstlberger, Martin Riška, Jan Sokol, Jörg Thalhammer und Riccardo Zoidl aus dem Team das Mannschaftszeitfahren der Sibiu Cycling Tour in Rumänien.
Nach einem Jahr beim Team Amplatz-BMC kehrte Rabitsch 2015 zum Team Felt Felbermayr zurück. Ein Jahr später erzielte er mit einem Etappenerfolg bei der Slowakei-Rundfahrt den ersten Sieg seiner Karriere bei einem internationalen Rennen. Eine Woche später sicherte er sich in seiner Heimat die Gesamtwertung der Oberösterreich-Rundfahrt, ein Erfolg, den er 2017 und 2018 wiederholten konnte. Mit dem Gewinn von zwei weiteren kleinen Rundfahrten war 2018 das erfolgreichste Jahr seiner Karriere. In den folgenden Jahren bis zum Karriereende blieb er ohne weiteren zählbaren Erfolg.

## Erfolge
2008
- Österreichischer Meister – Einzelzeitfahren (Junioren)

2009
- Österreichischer Meister – Einzelzeitfahren (Junioren)
- Österreichischer Meister – Berg (Junioren)

2011
- Mannschaftszeitfahren Sibiu Cycling Tour

2012
- Österreichischer Amateurmeister – Straßenrennen (Elite und U23)
- Mannschaftszeitfahren Tour of Szeklerland

2016
- eine Etappe Slowakei-Rundfahrt
- Gesamtwertung Oberösterreichrundfahrt

2017
- Bergwertung Flèche du Sud
- Gesamtwertung und eine Etappe Oberösterreichrundfahrt

2018
- Gesamtwertung und eine Etappe Rhône-Alpes Isère Tour
- Gesamtwertung und eine Etappe Paris-Arras Tour
- Gesamtwertung und zwei Etappen Oberösterreichrundfahrt